# 짚봉터널
짚봉터널은 대한민국의 광주광역시 서구 화정동에 위치한, 금화로를 구성한다.
보행자와 자전거는 통행이 불가능했으나 터널개통후 11년만인 2017년 3월경 보행자보도공사를 완료하여 자전거와 보행자 통행이 가능하다

## 같이 보기
- 광주월드컵경기장
- 짚봉산
- 금화로